# ロシア内戦
ロシア内戦（ロシアないせん、ロシア語: Гражданская война в России、読み：グラジュダーンスカヤ・ヴァイナー・ヴラスィーイ）は、1917年のロシア革命以降の1918年5月14日のチェコスロヴァキア軍団の蜂起もしくは同月のドン・コサックによる蜂起（現在は内戦という意味から後者が有力な説である）から、1922年11月14日の赤軍によるクリミアのウラーンゲリ軍殲滅に至る期間、旧ロシア帝国領で争われた内戦である。
なお、レーニンは、内戦は1917年10月25日(武装蜂起の日）にはじまったともと述べている。

## 流れ
1917年10月の十月革命の後に成立したボリシェヴィキ政府は、1918年3月にドイツとブレスト＝リトフスク条約を締結し、第一次世界大戦から離脱した。この講和条約はロシア連邦共和国にとって苦渋の選択だった。2月に開始されたドイツ軍の進撃を食い止めることができなかったボリシェヴィキは、現在のバルト三国・ベラルーシ・ウクライナに当たる広大な領域をドイツに割譲しなければならなかった。
ソビエト連邦の歴史学では、慣習的にロシアという言葉を用いず、1918年5月から1920年11月にかけての内乱・内戦・諸外国による軍事干渉といった用語を用いていた。これは、舞台となった地域の大半がその後ソ連領となったこと、ポーランド・ソ連戦争、ウクライナにおける民族運動、バスマチ運動、中央アジアにおける列強の干渉を含むためである。

## 概観
内乱は主に赤軍（共産主義者・十月革命側）と白軍（ロシア右派、共和主義者、君主主義者、保守派、自由主義者）の間で戦われた。ウクライナなど、地域によってはこれら両者に、ボリス・サヴィンコフなどの率いる緑軍（社会革命党系、農民パルチザン）や、ネストル・マフノ率いる黒軍（アナーキスト）、さらには民族主義者が参加する場合もあった。白軍には英仏日米などの協商国（赤軍側からは「干渉国」と呼ばれる）が直接、間接に支援を行っていた。
実際に戦闘が行われた前線は、北西、南方、そして東方の3戦線に分けることができる。その期間についても3期で構成されている。
第一期は十月革命勃発からブレスト＝リトフスク条約による休戦までを指す。この期間は、ドン川流域一帯で形成した白軍との間で戦闘が生じ、さらに東部ではサマーラの憲法制定議会議員委員会（Комуч，コムーチ）とオムスクの民族主義者政権の2つの政権が誕生していた。
白軍側は複数の兵力が別個に蜂起しており、連携は見られなかった。この中には、チェコ軍団、ポーランド第5ライフル師団、親ボリシェヴィキのラトビアライフル大隊などがあった。
第二期は内戦の鍵を握った期間で、1919年の3月から11月にかけてである。南方からデニーキン指揮する白軍、北西からはユデーニチ軍が、そして東にはコルチャークが勢力を拡大し、それぞれモスクワ・ペトログラードへと向かって進撃していた。しかしトロツキーにより編成された赤軍により6月にコルチャークが、10月にはデニーキンとユデーニチがそれぞれ押し返された。11月中頃までコルチャークとデニーキンの部隊はほぼ四散していた。
第三期はクリミア半島を舞台にした白軍の最後の戦いである。ヴラーンゲリ将軍がデニーキンの敗残兵をまとめ、クリミア半島に立てこもった。しかし、ポーランド・ソビエト戦争が終了すると、全勢力をこの方面へ集中することが可能になった赤軍が白軍を圧倒するようになり、1920年11月に内戦は終了した。

## 経過
2月革命後の臨時政府とソビエトの二重権力状態の中で、始めにボリシェヴィキに反旗を翻したのは臨時政府を率いるケレンスキーであった。1917年11月、彼はペトログラードの士官学校生徒を用いてボリシェヴィキの機関誌の印刷所を占拠するなどしたが、赤軍によって直ちに鎮圧された。ペトログラードを脱出した彼はプスコフに到着、ピョートル・クラスノフを陸軍司令官に任命してボリシェヴィキに対する反撃に出た。部隊はツァールスコエ・セローを占領したが、翌日プールコヴォ付近の戦闘に敗北し、ケレンスキーは亡命、クラスノフは捕縛された。
これ以降ボリシェヴィキに反旗を翻したのは、帝政期からのロシア軍の将軍たちと臨時政府に忠誠を誓っていたコサック軍であった。後者の代表としてはアレクセイ・カレージン（ドン・コサック軍）、アレクサンドル・ドゥートフ（オレンブルク・コサック軍）、グリゴリー・セミョーノフ（ザバイカル・コサック軍）などがいる。
11月に入ると、1915年からロシア陸軍の参謀総長を務めていたアレクセーエフがノヴォチェルカースクで「アレクセーエフの組織」、のちの義勇軍を組織しボリシェヴィキ政府に対して反乱を呼びかけた。12月にはラーヴル・コルニーロフ、アントーン・デニーキンを始めとする将軍たちが合流し、カレージン率いるコサック軍とも連携して12月中にロストフ・ナ・ドヌを占領した。
しかしコサック兵は戦意に乏しく、翌1918年1月にヴラジーミル・アントーノフ＝オフセーエンコ率いる赤軍が反撃に出ると、多くの兵が逃亡し、カレージンは自決した。アントーノフ軍はロストフ・ナ・ドヌを占領し3月末にはドン・ソビエト共和国が設立された。白軍はクバーニ川一帯にまで撤退し、クバーニ・コサック軍とともにエカテリノダールを目指したが、赤軍に敗北しコルニーロフは、4月13日に戦死した。指揮権を委譲されたデニーキンはドン川にまで撤退し、徴兵によって軍の再組織化に努めた。

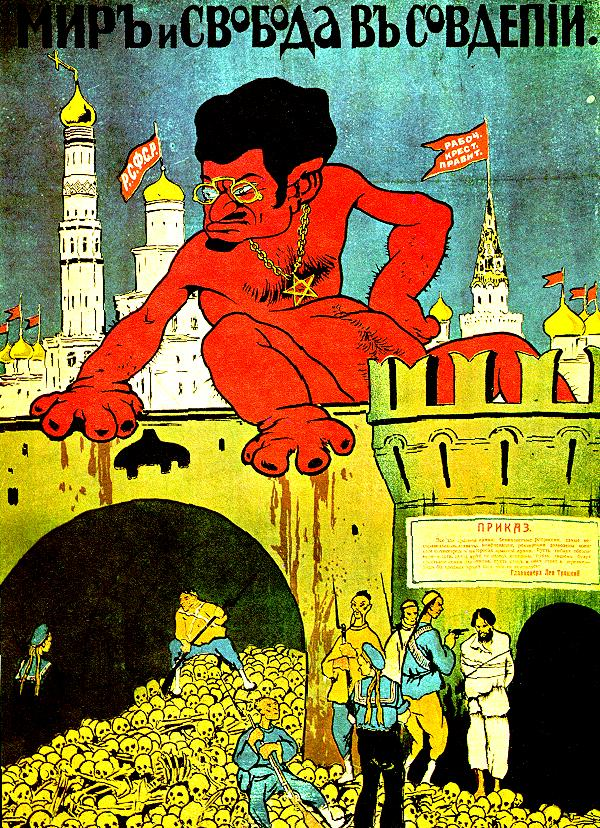
白軍によるプロパガンダポスター
トロツキーを"ユダヤの悪魔"として描いている

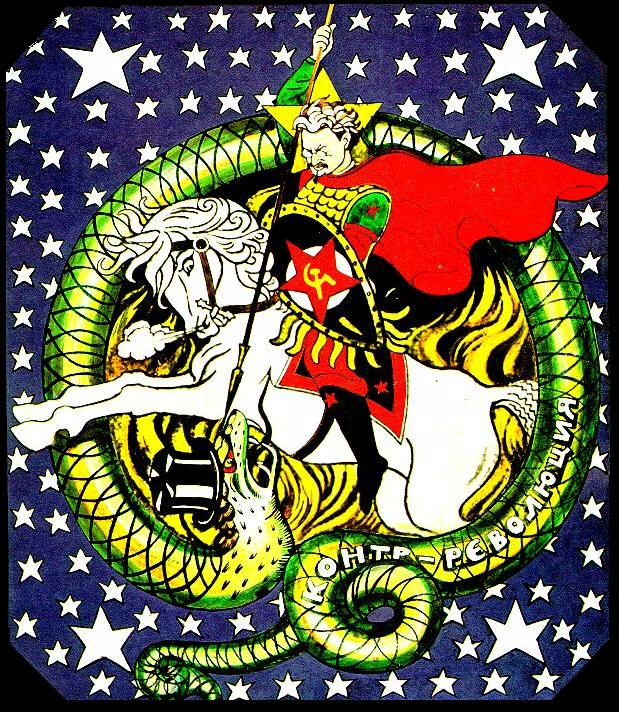
赤衛軍によるプロパガンダポスター
トロツキーを「ドラゴン（に模された反革命派）を倒す聖ゲオルギウス」に見立てて描いている。

1918年春になると、メンシェヴィキと社会革命党が内乱に介入してきた。1918年の憲法議会選挙において勝利したものの、他の勢力とは違い軍事力を持たなかった彼らは、1918年7月にラトビアのライフル隊の蜂起に失敗するとチェコ軍団と連携を図るようになった。
第一次世界大戦中、オーストリア＝ハンガリー帝国の支配下にあるチェコでは反オーストリア感情が高まっていた。これに目を付けたロシアはチェコ人捕虜の志望者から成るチェコ軍団を組織し、1917年10月にはその数は30,000人を数えるまでになっていた。臨時政府と連合軍との合意に従い、西部戦線に送られるためにウラジオストクに向かっていたチェコ軍団は、1918年5月にチェリャビンスクで反乱を起こした。数ヶ月の内にチェコ軍団はシベリア鉄道沿いに勢力を広げ、西シベリア一帯とヴォルガ、ウラル山脈一帯の一部を勢力下においた。
メンシェヴィキと社会革命党はボリシェヴィキの食料配給制度に反対する農民の一部を味方につけた。1918年5月、チェコ軍団の協力を受け、彼らはヴォルガ川沿いの都市、サマーラとサラートフを支配下にいれ、憲法制定議会議員委員会（Комуч，コムーチ）を設立した。7月にはいると、同委員会はチェコ軍団の影響下にある地域のほぼ全てを統治するようになった。彼らは対ドイツ戦を継続し、自らの軍を組織し始めた。

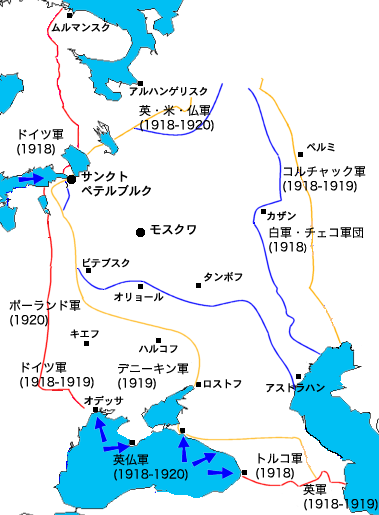
橙 - ボリシェヴィキの統治地域（1918年11月）
青 - 白軍の最大進出ライン
赤 - 1921年の前線

この他にも、保守派、民族主義者による政権がバシキール人、キルギス人、タタール人などにより組織された。西シベリアのオムスクには臨時シベリア政府が設立され、3名の社会革命党員（Avksentiev、BoldyrevとZenzinov) と2名のカデット（アレクセイ・ヴィノグラドフとヴォルゴゴドスキー）により政権が運営されていた。この暫定政府によって1918年7月17日にシベリア共和国の独立が宣言された。
この政府の実権はすぐにアレクサンドル・コルチャークが握るところとなった。11月18日、コルチャークはクーデターを起こし、それまで統治にあたった5人の評議員を逮捕した。コルチャークは自身を提督へと昇進させ独裁制をしいた。
ボリシェヴィキにとって、他の政権が独裁制をとることは政治的な勝利に他ならなかった。しかしコルチャークは軍事の才に恵まれており、ペルミを占領しさらにその領土を拡大し始めた。
一方、ボリシェヴィキ政府では、7月の第5回ソヴィエトの開幕中に事件が発生していた。2名の左翼社会革命党党員がドイツ世論を憤激させようとして在モスクワドイツ大使を暗殺した。他の社会革命党員は数名のボリシェヴィキ指導者を監禁し、赤軍のボリシェヴィキ政府に対する蜂起を呼びかけた。ボリシェヴィキは反乱を鎮圧し、レーニンはドイツに個人的な謝罪をおこなった。西部戦線の状態から見てドイツの報復がなさそうだと悟ると、レーニンは左翼社会革命党の弾圧に乗り出した。多数の党員が逮捕された。

### 赤色テロル

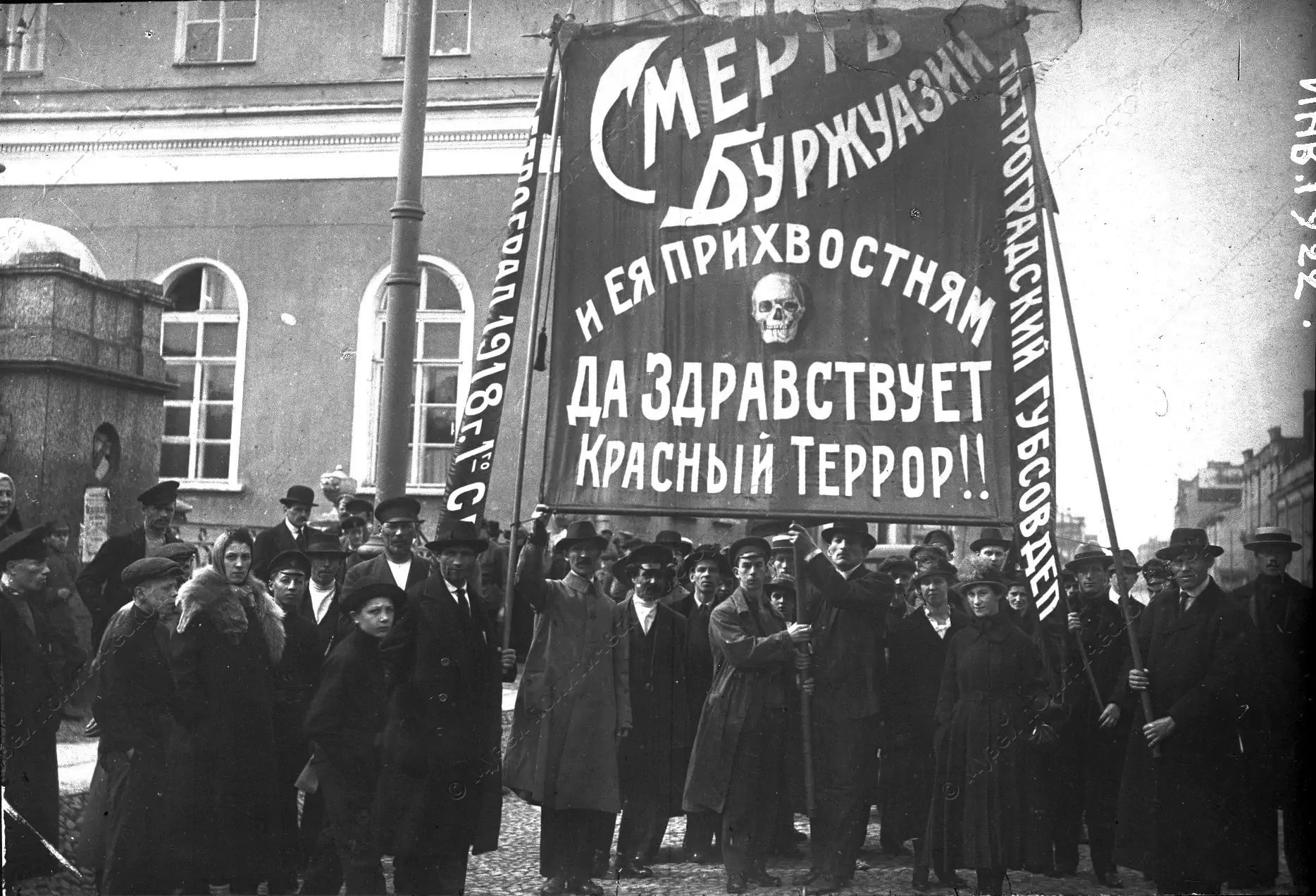
1918年9月、ウリツキーの葬儀にて。旗には「ブルジョワと仲間に死を。赤色テロ万歳」とある

従来、レーニンはスターリンとは違い、欠点のない指導者だと考えられてきたが、1990年代末、新たな面を示す電報がみつかった。宛先はペンザ県ソヴィエト執行委員会議長である。
「同志諸君、クラーク (農家)の五郷の蜂起を容赦なく弾圧しなければならない。革命全体の利益がこのことを要求している。「中略）
1. 100人以上の名うてのクラーク、金持ち、吸血鬼を縛り首にせよ(必ず民衆に見えるように縛り首にせよ)、
2. 彼らの名前を公表せよ
3. 彼らからすべての穀物を没収せよ、
4. 昨日の電報に従って人質を指名せよ。
5. 　周囲数百ヴェルスタ（約1.07キロ)の民衆がそれを見て、身震いし、悟り、悲鳴を上げるようにせよ。
—レーニン、
この命令は地方ソヴィエトの力不足のため実行されなかったが、ソ連時代には、赤色テロルは外国の干渉や反革命分子の跋扈（ばっこ）に対し、やむを得ず行ったと考えられてきた。だが、この命令は、「労働者と農民の国」の初めの指導者としてはまったくふさわしくないものであった。また、レーニンの苛烈な側面が見えなかったために、外部の者には、ソ連初期の農民に対する党の残酷さや農民蜂起の頻発が理解しがたいものになったといえる。
1918年8月30日に再び白色テロルが発生し、ペトログラード・チェーカーの議長モイセイ・ウリツキーが死亡、レーニンが負傷した。現場に居合わせた左翼社会革命党員が逮捕された（ただし真犯人は別にいるのではないかとする説はいまだ根強い）。この事件に対してボリシェヴィキは大規模な報復をおこなった。メンシェヴィキと社会革命党はソヴィエトから完全に追放され、反革命のレッテルを貼られた者の多くが逮捕され裁判なしに殺害された。

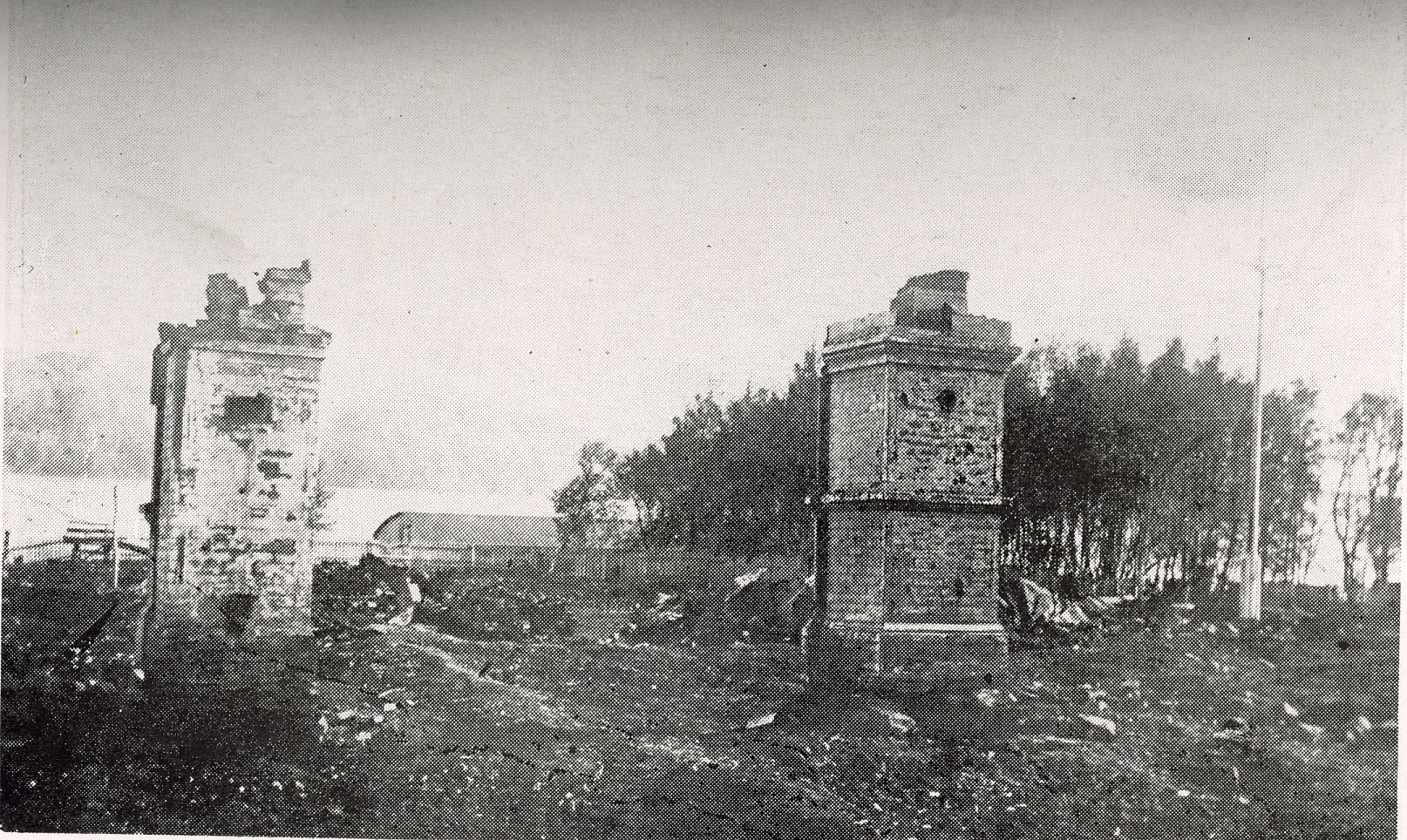
尼港事件で焼け落ちた日本領事館

1920年には赤軍はニコラエフスクを占領すると市民数千人を虐殺し、居留日本人数百名も皆殺しにされた（尼港事件）。

## 交戦勢力
- 赤軍 - ウラジーミル・レーニンらが1918年1月28日に創設
- 白軍
- 緑軍
- ウクライナ革命反乱軍 - 黒軍(1918-21) - 指導者ネストル・マフノ
- 青軍 - タンボフ蜂起に参加 - 指導者アレクサンドル・アントーノフ

## 赤軍勝利の要因
ボリシェヴィキはロシアの人口稠密地帯を支配しており、1921年には数百万人もの兵士を徴兵により募兵することが可能であった。また、ボリシェヴィキの支配地域にはロシアにおける主要工業地域が含まれており、武器の供給においても圧倒的な有利にあった。鉄道の路線も赤軍が支配しており兵士・装備の輸送を効率的に行えた一方で、白軍は互いに分断され、政治的、民族的に見ても統合される可能性はほとんどなかった。加えて白軍の司令官は帝政時代の貴族や地主が大半であり、彼らは占領地で旧体制の復活を望み農民から土地を取り上げたため民衆からの支持を失った。
もう一つの要因は、赤軍の規律と指導力が白軍にまさっていたことである。レフ・トロツキーはブレスト＝リトフスク条約調印後の1918年に軍事担当の人民委員に任命された。彼は優れた演説家であるだけでなく、赤軍の組織化にも才能を発揮した。コルニーロフによる反乱の際に暫定政府によって組織化された赤衛軍を基として、徴兵により赤軍を作り上げた。彼は列車を駆使し各地を回り赤軍の士気を高めることに成功した。彼の取り決めた規律は厳格を極め脱走兵は直ちに射殺された。軍の忠誠を維持するためにボリシェヴィキの任命する政治将校が設けられるようになった。トロツキー自身は軍事作戦に直接関与せず、赤軍に参加していた75,000人もの士官たち、その多くは職業軍人が白軍との戦闘を指揮した。

## 犠牲者数
内戦の犠牲は甚大なものだった。内戦終結時、ロシア・ソビエト連邦社会主義共和国は疲弊し、ほぼ壊滅状態にあった。1920年と1921年の干ばつ、そして1921-22年のロシア飢饉は、惨状をさらに悪化させ、約500万人の死者を出した。戦争中は300万人がチフスで亡くなりった。さらに数百万人が、広範囲にわたる飢餓、両陣営による虐殺、ウクライナと南ロシアにおけるユダヤ人に対するポグロムなどで犠牲となった。
ロシア内戦の結果、1,000万人もの人々が亡くなったが、その圧倒的多数は民間人犠牲者であった。第一次世界大戦と内戦による10年近くにわたる荒廃の結果、1922年までにロシアには少なくとも700万人のストリートチルドレンが発生した。
マシュー・ホワイトは、 ロシア内戦全体で900万が犠牲になり、そのうち戦死100万、餓死500万、疫病200万と推計する。
ソ連の人口統計学者ボリス・ウルラニス(1971年）は、内戦とポーランド・ソビエト戦争中に、赤軍12万5000人、白軍とポーランド軍は17万5500人、合計30万人が戦死し、病死した軍人は合計45万人にのぼったと推定している。
ボリス・センニコフ(2004年）によれば、1920年から1922年にかけて、戦争、処刑、そして強制収容所への投獄によってタンボフ地方の人口が約24万人減少した。
イタリアの歴史家アンドレア・グラツィオージは、1914年から1922年までの超過死亡は約1600万人で、そのうち400万人〜500万人が軍人で、残りは民間人が犠牲者であった。民間人の圧倒的多数は、飢餓、チフス、スペイン風邪などの疫病、そして1921年から22年の飢饉によるものである。様々なテロや赤軍・白軍による弾圧の犠牲者はおよそ数十万人に上る、とする。

### 赤色テロによる犠牲
赤色テロによる死者数については、西側の歴史家の間でも意見の一致をみていない。ある資料では、1917年12月から1922年2月までの5年間に、年間28,000件、すなわち11万2000件以上の処刑が行われたと推定されている。
赤色テロの初期段階で射殺された人の数は、少なくとも10,000人と推定されている。全期間を通じての推定では、少なくとも50,000人、多い見積もりでは、14万人から20万人が処刑された。処刑された総数については、ほとんどの推定で約10万人とされている。
ヴァディム・エルリクマンの調査によると、赤色テロの犠牲者は少なくとも120万人に上る。
ロバート・コンクエストによると、1917年から1922年にかけて合計14万人が銃殺されたとされているが、ジョナサン・D・スメレは犠牲になったのはおそらくその半分と推定している。
ニコライ・ザヤッツは、1918年から1922年にチェーカーによって銃殺された人の数は約37,300人、1918年から1921年に法廷の判決によって銃殺された人の数は約14,200人で、合計約50,000人から55,000人であると主張している。ただし、処刑や残虐行為はチェーカーに限らず、赤軍によっても組織されていた。
反ボルシェビキ派の人民社会主義者セルゲイ・メリグーノフは1924年に赤色テロに関する詳細な報告書を出版し、その中でシャルル・サロレア教授の推計を引用し、ボルシェビキの政策による死者数を176万6188人とした。メルグノフはこの数字の正確性に疑問を呈しつつも、サロレアのロシアにおけるテロの描写は現実に即しているとして支持した
セルゲイ・ヴォルコフは、赤色テロを内戦期（1917-1922年）におけるボルシェビキの抑圧政策全体とし、赤色テロによる直接の死者数を200万人と推定している。

### 民族間暴力
人口約300万人のうち、約1万～50万人のコサックがコサック解体の際に殺害または追放された。
マシュー・ホワイトによれば、ドンコサック（コサック軍）はボリシェヴィキを承認せず、1918年7月に独立宣言した。赤軍はコサック軍征討で1万2000人を殺戮し、コサック残党はデニキンの白軍を支援した。
ウクライナでは推定10万人のユダヤ人が殺害された。白軍では革命はユダヤ人の陰謀だとする噂が広まり、白軍、コサック、ウクライナの民族主義者は、6万-15万のユダヤ人を虐殺した。
ドン・コサック軍の懲罰機関は、1918年5月から1919年1月の間に2万5千人に死刑判決を下した。
コルチャーク政権は、エカテリンブルク州だけで2万5千人を銃殺した。白色テロによって、合計で約30万人が殺害された。

## 影響
内戦終結後のロシアは国土を再統一できたものの、荒廃と破壊の極致にあった。内戦中赤軍と白軍、両軍の手により一家離散を余儀なくされる民間人も珍しくはなかった。片方の軍が残虐行為を働くと、もう片方もそれに劣らない報復行為に及んだと言われている。レーニンの下で誕生した秘密警察チェーカーは令状も無く無制限に市民を逮捕できたため、多くの人々が無実の罪を着せられて処刑された。1920年から1921年にかけて発生した旱魃が事態を更に悪化させた。レーニンは市場経済廃絶のために飢餓に苦しむ地域に救援の手を差しのべるどころか逆に食料を強制的に徴発し、多くの餓死者を出した。革命勃発からわずか数年の内に、およそ800万人が死亡したと推定されている。ドミトリー・ヴォルコゴーノフは、ロシア内戦におけるボリシェヴィキの残虐行為を「帝政ロシア時代の悲劇すら色あせて見えるほどの非人間的行為」と非難している。
戦闘、飢餓、無政府状態にある地域を避けて、数百万人がロシアの地を離れた（白系ロシア人も参照）。極東、日本を経由して欧米に脱出するルートがしばしば用いられた。ヨーロッパに渡らず日本に残った者も多い。亡命した人々やその子孫には、後に芸術家、政治家、果てはプロ野球選手（スタルヒンなど）として活躍した者もいる。
戦時共産主義の採用によりソビエト政府は内乱を乗り切る事に成功したが、経済状態は戦前に比べて絶望的に悪化していた。個人による生産や取引は禁止され、新しい経済体制では十分な量の商品を供給することができなかった。1921年の鉱工業生産は第一次世界大戦以前の20パーセントにまで悪化し、多くの生活必需品の生産は停止した。例を挙げると綿、鉄の生産量はそれぞれ戦前の5パーセント、2パーセントにとどまった。
1921年の耕地面積は戦前の62パーセントに減少し、生産量は37パーセントにすぎなかった。耕作馬の頭数は1916年の350万頭から1920年には240万頭に、牛は580万から370万にまで減少した。米1ドルに対する換算レートは1914年は2ルーブル、1920年は1,200ルーブルであった。
1920年代後半のロシア経済は急速な回復を遂げたが、第一次世界大戦とロシア内戦はその後のソ連社会全体に深い爪痕を残した。

## 評価
ソ連崩壊後は、内戦でボリシェヴィキに殺害された人々の名誉回復と、アントーン・デニーキンら亡命者のロシアへの再埋葬が進められている。